# Kárpáti gőte
A kárpáti gőte (Lissotriton montandoni) a kétéltűek (Amphibia) osztályának farkos kétéltűek (Caudata) rendjébe, ezen belül a szalamandrafélék (Salamandridae) családjába tartozó faj.

## Előfordulása
Mint neve is mutatja, a Kárpátokban él, gyakran az alpesi gőtével azonos élőhelyeken, de mindeddig csak a Bucsecs-hegységtől keletre és északra észlelték; a Déli-Kárpátok  többi részéből és az Erdélyi-érchegységből hiányzik.

## Megjelenése
A hím legfeljebb 7,5 centiméter, a nőstény körülbelül 10 centiméteres testhosszat ér el. Még a nászruhás hím sem olyan díszes és színpompás, mint a többi fajoknál. Cifra háttaraj nincs, alacsony bőrredő helyettesíti. Farka tompán, de 3–4 milliméternyi vékony fonalban végződik. Lapos, széles feje, zömök törzse érdes bőrrel borított, hátának mindkét oldalán éles mirigypárkány húzódik végig, amely a felső farokszegélyig ér, s a test keresztmetszetét szögletessé teszi. Hátsó  lábainak Ujjain egészen keskeny bőrszegély van. Fején sötét csíkok láthatók, toroktája és hasa halvány narancssárga, mintázat nélkül. Hátoldala és farka sárgászöld vagy barnás, márványos sötét foltokkal. Alsó farokszegélyén fehéres-világoskék csík húzódik, amelyet barna vagy fekete pontok tarkítanak. A szaporodási időszak után mirigypárkány és lábainak bőrszegély visszafejlődik, színei sárgásbarnává sötétednek, kültakarója megérdesedik. Nőstényének nincs sem kétoldali mirigypárkánya, sem fonálszerű kinövés a farkán. Színe sárgásbarna, márványos sötét foltokkal. Testoldalai alsó részén világossárga szalag húzódik, apró fekete „footlocker”. Kloákatája fekete.

## Életmódja
Az alpesi gőtéhez hasonlóan friss vizű tavacskákban, vizesárkokban él, ahol a víz tiszta és átlátszó, enyhén savas kémiai jelleggel. Bolharákokkal, férgekkel, különféle vízi lárvákkal táplálkozik, gyomortartalmában békaporontyokat is azonosítottak. Júniusban az ivarérett példányok elhagyják a tócsákat, s fatörzsek alá, sziklarepedésekbe húzódnak, ahonnan csak éjjel bújnak elő. Ebben az időszakban gilisztákkal, csupaszcsigákkal, különféle ízeltlábúakkal táplálkoznak. Földlyukakban, repedésekben telel át; tavasszal előbb a hímek, azután a nőstények bújnak elő.

## Szaporodása
Áprilisban-májusban van a párzási időszaka, petéket május végén rak. Ezek körülbelül 2,6–3,7 milliméteres, vastag zselatinos burokban ülnek. Mintegy 35 milliméteres lárvái későn, júliusban-augusztusban alakulnak át; addig nehéz megkülönböztetni őket a pettyes gőte ivadékaitól.